# Kül-Bilge Qara-Khan
Kül-Bilge Qara-Khan ou Kül-Bilge Qadir Khan (chinois traditionnel : 闕毗伽·卡迪爾汗 ; chinois simplifié : 阙毗伽·卡迪尔汗 ; pinyin : quēpíjiā kǎdíěrhàn ; ouïghour : بىلگە كۆل قادىرخان), parfois inversé en Bilge Kül Qara-Khan, règne 850 — 880 est le premier khan connu de la dynastie des Qarakhanides (840 — 1212).